# Správa státních hmotných rezerv

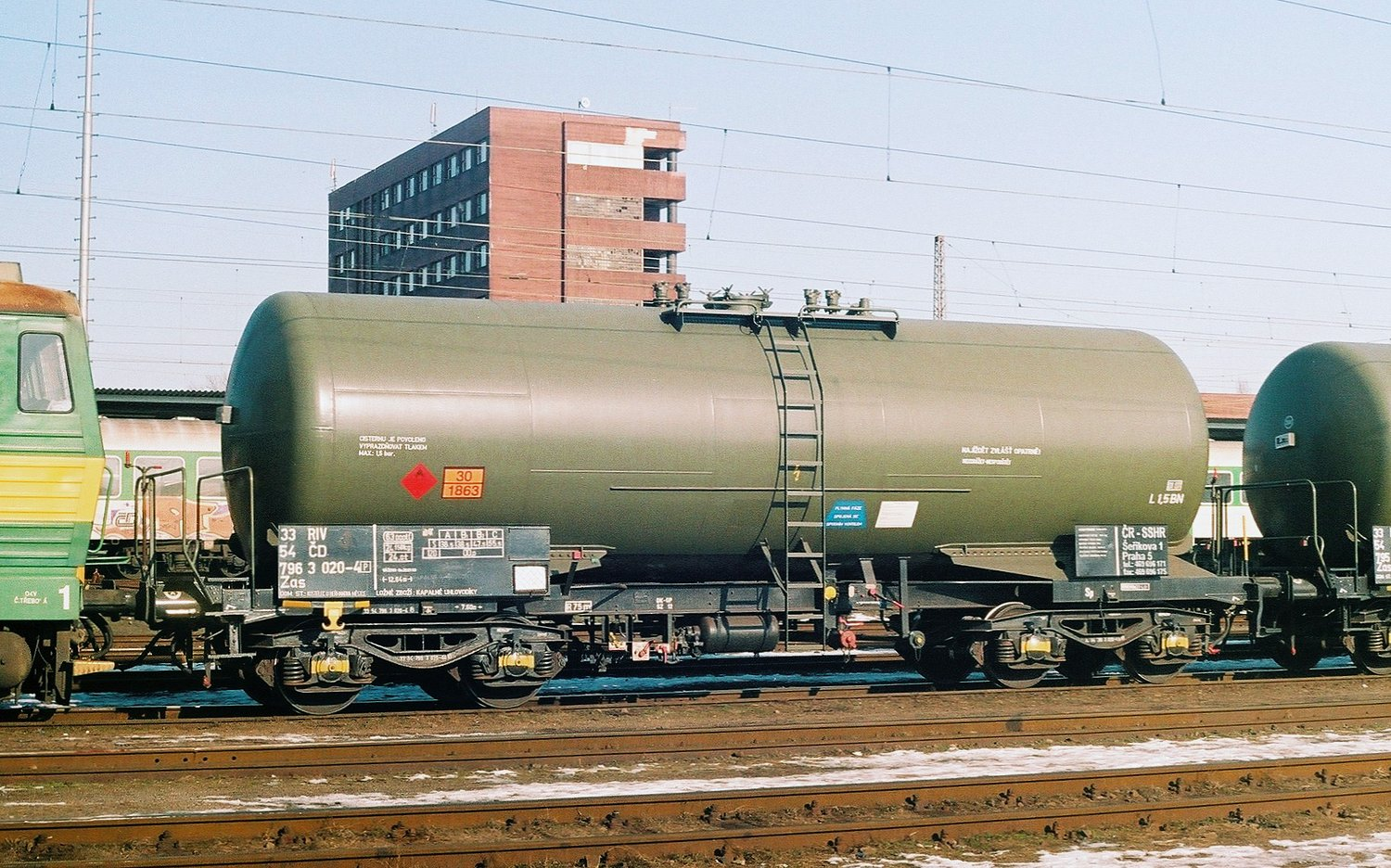
Vůz SSHR na přepravu paliva pro tryskové motory

Správa státních hmotných rezerv je ústředním orgánem státní správy v České republice v oblastech hospodářských opatření pro krizové stavy, státních hmotných rezerv a ropné bezpečnosti.
V čele Správy je předseda, kterého jmenuje a odvolává vláda na návrh ministra průmyslu a obchodu v dohodě s ministrem financí. Předseda není členem vlády. Usnesení vlády č. 843 ze dne 1. září 2004, ve znění pozdějších usnesení, stanovuje, že výkonem koordinační a informační funkce vůči Správě je pověřen ministr průmyslu a obchodu.